# Toñanes
Toñanes és una localitat del municipi d'Alfoz de Lloredo (Cantàbria, Espanya).
La localitat està situada a 2 km de la capital municipal, Novales, i a 35 metres d'altitud sobre el nivell del mar. L'any 2013, Toñanes tenia 105 habitants.

## Patrimoni
Entre els seus edificis destaca la casa-palau dels Gómez de Carandia, de 1703, actualment reconvertida en hotel.
Un altre edifici d'interès és l'església de San Tirso.